# Los Molinos (Córdova)
Los Molinos é uma comuna da província de Córdoba, na Argentina.